# عمار محسن
عمار محسن (عربی: عَمَّار مُحسِن؛ زادهٔ ۲۷ دسامبر ۱۹۹۷) بازیکن فوتبال اهل عراق-سوئد است.
وی همچنین در تیم ملی فوتبال عراق بازی کرده‌است.